# Peter (Moskau)

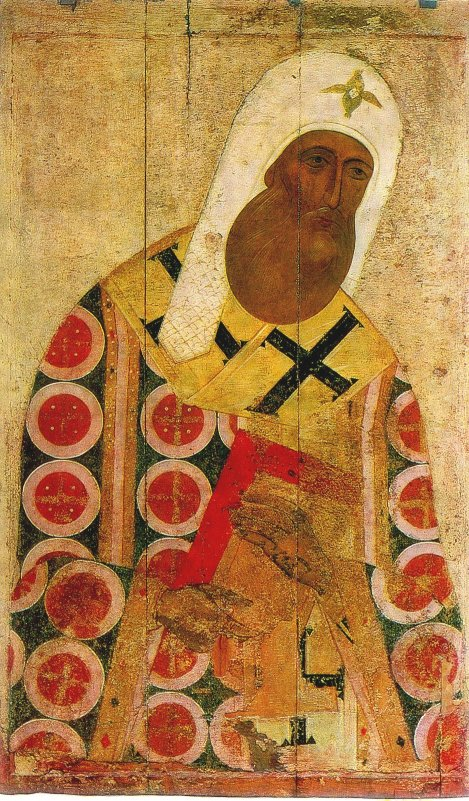
Ikone (15. Jahrhundert)

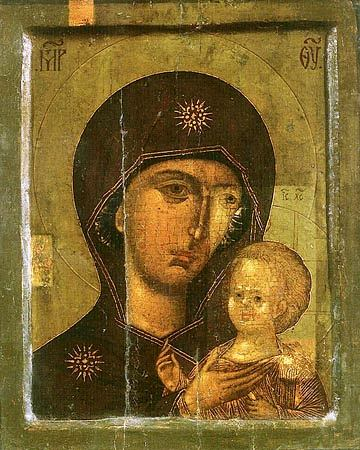
Die Peter zugeschriebene Gottesmutterikone (Petrowskaja)

Metropolit Peter (ca. 1260 – 20. Dezember 1326) war von 1308 bis zu seinem Tod Metropolit von Kiew und der ganzen Rus. 1325 verlegte er seinen Amtssitz von Wladimir nach Moskau und wurde damit auch Vorgänger des Moskauer Patriarchats. Er wurde später zum Schutzheiligen der Stadt Moskau ernannt.

## Leben
Peter stammte aus Wolhynien (nach seiner Herkunft heißt er auch der Wolhynier, Пётр Волынянин). Er trat im Alter von zwölf Jahren in ein Kloster ein. Später wurde er Anachoret und baute eine Einsiedelei an der Rata und wurde hier schließlich Abt des Klosters Ratsk, wonach er auch den Beinamen Ratenskiy (Пётр Ратенский) trägt. Er schenkte dem auf Besuch weilenden Metropoliten Maximos eine Marienikone, die er gemalt hatte. Nach Maximos’ Tod 1305 wurde Peter 1308 als sein Nachfolger gewählt. Er reiste nach Konstantinopel, wo er vom Patriarchen Athanasius geweiht wurde. Nach seiner Rückkehr verlegte er seine Residenz nach Wladimir, da Kiew unter der Tatarenherrschaft stark entvölkert worden war. Auf Verlangen von Iwan I. verlegte er 1325 seine Residenz dann nach Moskau. Damit wurde die Wichtigkeit Moskaus als politisches und spirituelles Zentrum von Russland unter der Tatarenherrschaft wesentlich gestärkt.
Peter starb am 21. Dezember 1326, sein Nachfolger wurde Theognost.
Er wurde von Metropolit Alexej (r. 1354–1378) heiliggesprochen, seine Festtage sind am 24. August und am 5. Oktober.